# Dear Jessie
Dear Jessie è una canzone della cantautrice statunitense Madonna dell'album Like a Prayer. Scritta e prodotta da Madonna e Patrick Leonard, che la dedica alla figlia, la canzone è stata spesso descritta più come una ninnananna che come una canzone pop, e presenta il suono delle corde, di un sintetizzatore e di una strimpellata acustica. Il testo richiama un fantastico paesaggio psichedelico, in cui elefanti rosa danzano con lune danzanti e sirene.
Dopo la sua pubblicazione, il singolo ha ricevuto pareri contrastanti dai critici; questi ultimi, infatti, lamentavano l'eccessivo immaginario fantastico della canzone, ma ne hanno elogiato la composizione.

## Descrizione
Quando iniziò a lavorare sul suo quarto album in studio, Like a Prayer, Madonna si trovava in uno stato mentale molto emotivo, a causa del divorzio dal suo allora marito Sean Penn, il suo trentesimo compleanno, e le critiche sfavorevoli per il suo lavoro di attrice. Tutto questo la spinse a scrivere e a capire quale direzione dare all'album. Il giorno in cui Madonna stava registrando Like a Prayer, Patrick Leonard ritardò perché dovette andare a prendere la piccola figlia Jessie a scuola. Se all'inizio Madonna si arrabbiò per questo ritardo, poco dopo strinse amicizia con Jessie e iniziò a giocarci. La cantante, poco dopo, commentò: "Era come se io fossi mia madre e lei fosse me da piccola. Stavamo di nuovo giocando nel nostro giardino di casa. Notando il legame che si instaurò tra la cantante e la figlia Jessie, Leonard presentò a Madonna una canzone che lui precedentemente aveva scritto per la figlia, intitolata "Dear Jessie". A Madonna piacque, ne cambiò solo il testo e accettò di inserirla nel disco.
La canzone fu rilasciata come quarto singolo estratto dall'album Like a Prayer solo in Gran Bretagna e in alcuni paesi europei, e come quinto singolo in Australia e Giappone, mentre non fu rilasciata come singolo negli Stati Uniti. La canzone ha avuto un moderato successo commerciale, raggiungendo la top-ten nel Regno Unito e in Irlanda, e la top 20 in Germania, Spagna e Svizzera. La copertina del singolo, scattata da Herb Ritts, mostra Madonna seduta in un letto,con le orecchie di Minni, che stringe al suo petto un lenzuolo. Questa foto era un riferimento ad alcune critiche rivolte a Madonna agli inizi della sua carriera, quando alcuni critici descrissero la voce della cantante come "la voce di Minnie all'elio".

### Critica
Per quanto riguarda la critica, generalmente Dear Jessie ha ottenuto pareri favorevoli dalla critica. Secondo Rikky Rooksby, autore de The Complete Guide to the Music of Madonna, «Dear Jessie» assomiglia più a una ninnananna che a una canzone di musica pop.  L'autore Santiago Fouz-Hernández commentò, nel suo libro Madonna's Drowned Worlds, che la canzone rispecchia l'inquietudine della cantante nell'individuare cosa si può definire "infanzia",  e in una scala generala, riguarda la «femminilità». Christopher P. Andersen, in Madonna: Unauthorized, la descrisse come una «confezione tristemente psichedelica di caroselli e elefanti rosa», e aggiunse che rievoca le canzoni che la madre ci deve aver cantato prima di addormentarci.

## Tracce
- UK 7''[7][8]

1. "Dear Jessie" (LP version) – 4:20
2. "Till Death Do Us Part" (LP version) – 5:09

- UK 12''/CD [9][10]

1. "Dear Jessie" (LP version) – 4:20
2. "Till Death Do Us Part" (LP version) – 5:09
3. "Holiday" (12-inch version) – 6:20

## Il video
Il clip della canzone, un cartone animato prodotto dalla Animation City, vede Madonna nelle sembianze di una fatina animata (molto somigliante a Trilly, la fatina di Peter Pan), che si sveglia nel suo letto e interagisce con personaggi fantastici.

## Classifiche
| Classifica (1989) | Posizione massima |
| ----------------- | ----------------- |
| Australia         | 51                |
| Austria           | 21                |
| Germania          | 19                |
| Irlanda           | 3                 |
| Giappone          | 25                |
| Paesi Bassi       | 25                |
| Spagna            | 17                |
| Svizzera          | 16                |
| Regno Unito       | 5                 |

## Cover
La tedesca Rollergirl realizzò nel 1999 una sua versione della traccia entrata alla posizione numero 13 della classifica in Germania.